# Габріель Талфір
Габріель (Йозеф) Талфір (івр. גבריאל טלפיר, 1901—1990) — ізраїльський поет, мистецтвознавець, видавець, редактор і перекладач.

## Біографія
Габріель Талфір (справжнє ім'я — Йозеф Вундерманн) народився у Станіславі в Галичині (тоді у складі Австро-Угорської імперії, нині — Україна). Коли почалася Перша світова війна, його відправили до Відня, де він вчився в єврейській школі. Після війни він вивчав мистецтво і філософію у Віденському університеті і викладав у кількох єврейських школах у Вільні, Замості, Львові та Варшаві. Був членом сіоністської молодіжної групи Гехалуц і в 1925 році, після закінчення університету, емігрував до Ізраїлю.
По приїзді в Ізраїль заробляв на життя на різних роботах. У 1928 році оселився в Єрусалимі і заробляв на життя, пишучи новини до газет на їдиші.
У 1924 році Талфір опублікував свої перші вірші в польських єврейських періодичних виданнях. Пізніше він включив їх у свою збірку «Три вірші». Його найвідоміші вірші — «Легіон» (1925), ритмічній вірш «Джаз-бенд» (1927), «Голод» (1928), «Розсіяний маніфест» (1928). Талфір також писав і публікував мистецьку критику. У 1932 році він заснував журнал «Газит» («Обтесаний камінь») про мистецтво і культуру. Упродовж багатьох років «Газит» був єдиним єврейським журналом, присвяченим пластичному мистецтву. Він редагував журнал разом з дружиною Міріам. У 1935 році журнал мав 5 тисяч передплатників.
«Газит» публікував прозу, поезію, нариси, рецензії та ілюстрації мистецтва й архітектури. З есе, опублікованих упродовж першого року, третина присвячена візуальному мистецтву. Більшість з них стосувалися європейських єврейських художників, серед них Макс Ліберман, Зигмунд Менкес, Абрахам Мінчин, Амедео Модільяні, Жуль Паскін, Каміль Піссарро і Хайм Сутін.
З нагоди 70-річчя заснування «Газиту» в Тель-Авіві, глава муніципалітету Тель-Авів-Яфо Шломо Лагат написав Талфіру, що не може уявити собі оригінального мистецького і культурного досягнення міста без періодичного видання Талфіра і його самовідданої роботи.
Талфір також був перекладачем. Серед численних книг, які він переклав, роботи Іллі Еренбурга, Ев Кюрі (дочки мадам Кюрі) і Франца Верфеля. Він також редагував, публікував і перекладав художні книги і альбоми.

## Спадок
У 1991 році, в першу річницю його смерті, всі його вірші були перевидані «Газитом». Колекція портретних фотографій і листів із садиби Талфіра знаходиться сьогодні в Інформаційному центрі ізраїльського мистецтва в Музеї Ізраїлю, Єрусалим.